# La Nueva Libertad
La Nueva Libertad är en ort i Mexiko.   Den ligger i kommunen Bejucal de Ocampo och delstaten Chiapas, i den sydöstra delen av landet, 900 km sydost om huvudstaden Mexico City. La Nueva Libertad ligger 2 617 meter över havet och antalet invånare är 237.
Terrängen runt La Nueva Libertad är bergig åt sydost, men åt nordväst är den kuperad. La Nueva Libertad ligger uppe på en höjd. Runt La Nueva Libertad är det ganska tätbefolkat, med 96 invånare per kvadratkilometer. Närmaste större samhälle är El Porvenir de Velasco Suárez, 10,7 km väster om La Nueva Libertad. I omgivningarna runt La Nueva Libertad växer huvudsakligen savannskog.